# Sa Tăng
Sa Tăng (沙僧, Bính âm: Sha Seng) hay Sa Ngộ Tịnh (Phồn thể: 沙悟淨, Giản thể: 沙悟淨, Bính âm: Sha Wujing) hay Sa Ngộ Tĩnh là đồ đệ thứ ba của Đường Tăng đi thỉnh kinh ở Tây Thiên trong tiểu thuyết Tây du ký của Ngô Thừa Ân.

## Tên gọi
- Ngộ Tịnh do Quan Thế Âm Bồ Tát đặt, có nghĩa là giác ngộ được tâm thanh tịnh trong đạo Phật[1]. Có tài liệu phiên âm tên này là Sa Ngộ Tĩnh[1], nhưng so với chữ Hán trong nguyên bản (沙悟淨) thì chữ 淨 chỉ có một âm đọc là "tịnh", như trong "thanh tịnh" (清淨)[2]. Tên này luôn được Đường Tăng gọi.
- Sa Tăng là do Tôn Ngộ Không đặt khi ông chịu phò giá Đường Tăng, vì thấy cách chào của Sa Tăng giống hoà thượng. Ngộ Không và Bát Giới luôn gọi Sa Tăng là "Sa sư đệ" hoặc "tam sư đệ" mặc dù nếu tính đúng thì Ngộ Tịnh là đệ tử thứ tư của Đường tăng.
- Bát Bảo (Bửu) Kim Thân La Hán Bồ Tát[3]: Hồi 100, Sa Tăng được phong Bát Bảo Kim Thân La Hán Bồ Tát là đã tu thành chính quả.